# Calitzdorp
Calitzdorp és una ciutat de Sud-àfrica situada a la franja occidental del Karoo a la província del Cap Occidental. Es troba a la ruta 62 entre Ladismith i Oudtshoorn.

## Demografia
Segons el cens de 2011, i sense incloure el municipi de Bergsig, Calitzdorp té 1216 habitants amb una majoria coloured (58,5%). Els blancs representen el 31,33% dels residents i els negres menys del 8%.
Si s'inclou el municipi coloured de Bergsig, la població era aleshores de 4.284 habitants, el 85% dels quals eren coloureds.

## Geografia
Limitada a l'oest per les muntanyes del coll de Huisrivier, Calitzdorp es troba entre les muntanyes Swartberg (nord) i Rooiberge (sud). El petit poble experimenta condicions meteorològiques extremes per a la regió (neu, inundacions, sequera).

## Història

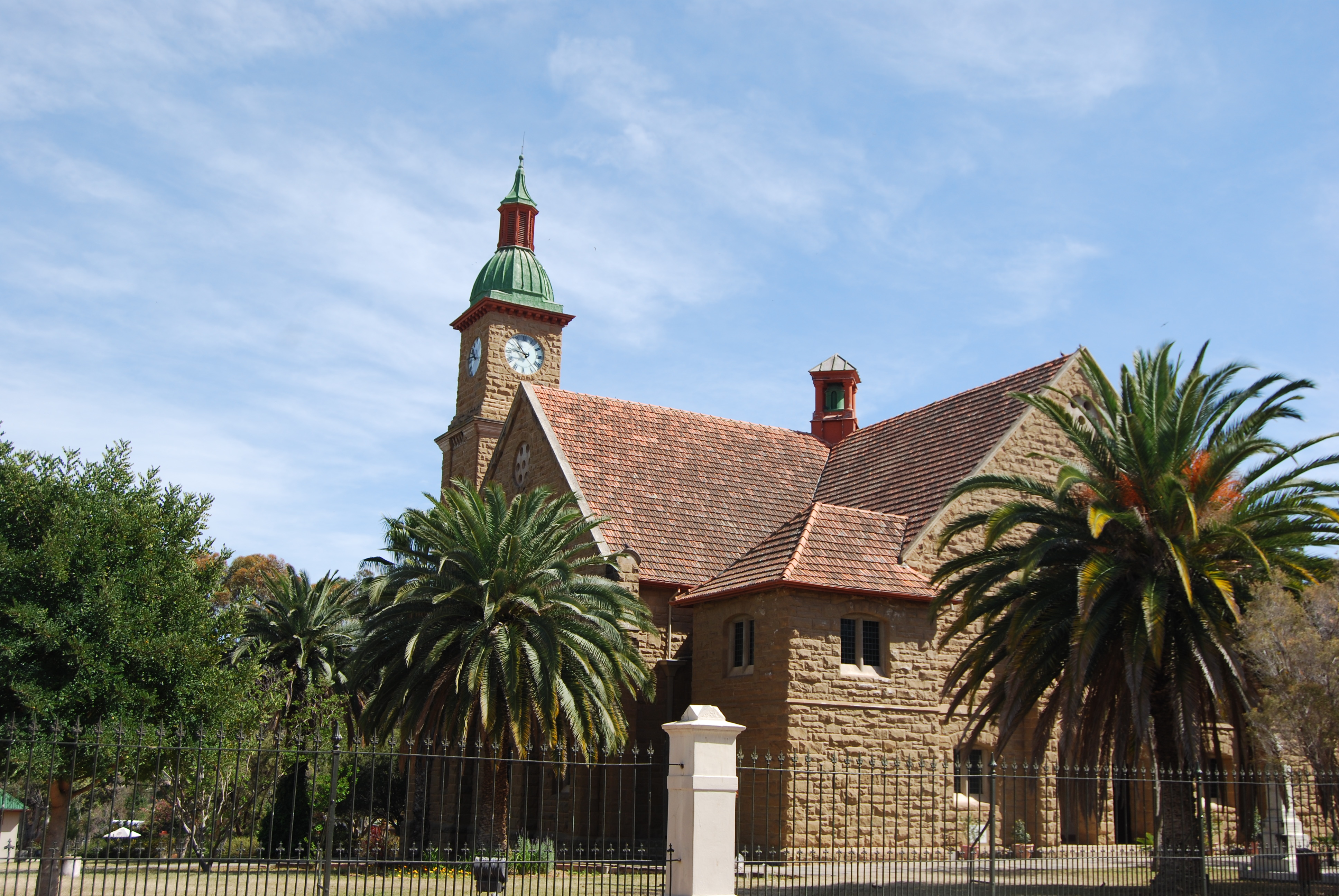
Església reformada holandesa a Calitzdorp

Calitzdorp es va fundar a les terres agrícoles de J.J. i MC Calitz, construït el 1831.
El 1924 el poble es va connectar amb el ferrocarril i el 1937 es va inaugurar una carretera asfaltada entre Calitzdorp i Oudtshoorn.